# حمزة محمد
حمزة محمد (بالإنجليزية: Hamza Mohammed)‏ (5 نوفمبر 1980 كوماسي غانا - ) هو لاعب كرة قدم غاني، شارك في كأس الأمم الأفريقية 2006.

## روابط خارجية
- حمزة محمد على موقع الاتحاد الدولي (مؤرشف)  (الإنجليزية)
- حمزة محمد على موقع قاعدة بيانات كرة القدم.إي يو (الإنجليزية)
- حمزة محمد على موقع ناشيونال فوتبول تيمز (الإنجليزية)
- حمزة محمد على موقع عالم كرة القدم.نت (الإنجليزية)